# ITF Women’s World Tennis Tour 2023 (Oktober–Dezember)
In den folgenden Tabellen werden die Tennisturniere des vierten Quartals der ITF Women’s World Tennis Tour 2023 dargestellt.

## Turnierplan
| Kategorien            | Kategorien           |
| World Tennis Tour 25+ | World Tennis Tour 15 |
| --------------------- | -------------------- |
| W100                  | —                    |
| W80                   | —                    |
| W60                   | —                    |
| W40                   | —                    |
| W25                   | —                    |
| —                     | W15                  |

### Oktober
| Datum 1 | Turnierort                                                   | Siegerin Einzel            | Siegerinnen Doppel                           |
| ------- | ------------------------------------------------------------ | -------------------------- | -------------------------------------------- |
| 02.10.  | Rome W60 Rome 2 2023                                         | McCartney Kessler          | Sofia Sewing Anastassija Tichonowa           |
| 02.10.  | Lissabon Lisboa Belém Open 2023/Damen                        | Katarina Sawazka           | Andrea Gámiz Eva Vedder                      |
| 02.10.  | Makinohara                                                   | Sara Saito                 | Hiromi Abe Anri Nagata                       |
| 02.10.  | Santa Margherita di Pula                                     | Giorgia Pedone             | Veronika Erjavec Justina Mikulskytė          |
| 02.10.  | Baza                                                         | Lea Bošković               | Olivia Gadecki Samantha Murray Sharan        |
| 02.10.  | Mendoza                                                      | Solana Sierra              | Romina Ccuno Victoria Rodríguez              |
| 02.10.  | Reims                                                        | Alison Van Uytvanck        | Martyna Kubka Lisa Zaar                      |
| 02.10.  | Cairns                                                       | Destanee Aiava             | Yūki Naitō Naho Satō                         |
| 02.10.  | Redding                                                      | Iva Jovic                  | Liv Hovde Clervie Ngounoue                   |
| 02.10.  | Bad Waltersdorf                                              | Tamara Čurović             | Denise Hrdinková Laura Svatíková             |
| 02.10.  | Sibenik                                                      | Dimitra Pavlou             | Tea Nikčević Lucie Urbanová                  |
| 02.10.  | Scharm asch-Schaich                                          | Sandra Samir               | Elena-Teodora Cadar Arlinda Rushiti          |
| 02.10.  | Monastir                                                     | Gina Feistel               | Abigail Amos Marente Sijbesma                |
| 09.10.  | Rancho Santa Fe Talimar RSF Open 2023                        | Julija Starodubzewa        | Makenna Jones Julija Starodubzewa            |
| 09.10.  | Quinta do Lago Campus Carby VW Ladies Open 2023              | Gabriela Knutson           | Olivia Gadecki Heather Watson                |
| 09.10.  | Shenzhen Shenzhen Guangming Open 2023                        | Thasaporn Naklo            | Cho I-hsuan Cho Yi-tsen                      |
| 09.10.  | Florence                                                     | Fiona Crawley              | Abigail Rencheli Alana Smith                 |
| 09.10.  | Santa Margherita di Pula                                     | Sára Bejlek                | Eleonora Alvisi Nuria Brancaccio             |
| 09.10.  | Hamamatsu                                                    | Joanna Garland             | Hiromi Abe Natsumi Kawaguchi                 |
| 09.10.  | Sevilla                                                      | Dominika Šalková           | Maryna Kolb Nadija Kolb                      |
| 09.10.  | Cairns                                                       | Taylah Preston             | Destanee Aiava Taylah Preston                |
| 09.10.  | Raanana                                                      | abgesagt                   | abgesagt                                     |
| 09.10.  | Hua Hin                                                      | Patcharin Cheapchandej     | Patcharin Cheapchandej Punnin Kovapitukted   |
| 09.10.  | Scharm asch-Schaich                                          | Katarína Kužmová           | Karola Patricia Bejenaru Elena-Teodora Cadar |
| 09.10.  | Monastir                                                     | Zeel Desai                 | Abigail Amos Marente Sijbesma                |
| 16.10.  | Shrewsbury W100 Shrewsbury 2023                              | Viktorija Golubic          | Harriet Dart Olivia Gadecki                  |
| 16.10.  | Shenzhen Shenzhen Longhua Open 2023                          | Zhuoxuan Bai               | Kristina Mladenovic Moyuka Uchijima          |
| 16.10.  | Macon Mercer Tennis Classic 2023                             | Taylor Townsend            | Jana Kaladsinskaja Tatjana Prosorowa         |
| 16.10.  | Hamburg Challenger Hamburg – Hamburg Ladies & Gents Cup 2023 | Julija Awdejewa            | Tayisiya Morderger Yana Morderger            |
| 16.10.  | Saguenay Challenger Banque Nationale de Saguenay 2023        | Katherine Sebov            | Robin Anderson Dalayna Hewitt                |
| 16.10.  | Santa Margherita di Pula                                     | Veronika Erjavec           | Martina Colmegna Lisa Pigato                 |
| 16.10.  | Jerusalem                                                    | abgesagt                   | abgesagt                                     |
| 16.10.  | Faro                                                         | Harmony Tan                | Maryna Kolb Nadija Kolb                      |
| 16.10.  | Cherbourg-en-Cotentin                                        | Veronika Podrez            | Martyna Kubka Schibek Qulambajewa            |
| 16.10.  | Scharm asch-Schaich                                          | Kamilla Bartone            | Kamilla Bartone Sevil Yoʻldosheva            |
| 16.10.  | Iraklio                                                      | Aya El Aouni               | Matilde Mariani Gaia Squarcialup             |
| 16.10.  | Jackson                                                      | Ayumi Miyamoto             | Hsu Chieh-yu Anita Sahdijewa                 |
| 16.10.  | Hua Hin                                                      | Ayumi Koshiishi            | Anchisa Chanta Ayumi Koshiishi               |
| 16.10.  | Monastir                                                     | Hina Inoue                 | Zeel Desai Anastassija Suchotina             |
| 23.10.  | Les Franqueses del Vallès Les Franqueses del Vallès 2023     | Magdalena Fręch            | Angelica Moratelli Camilla Rosatello         |
| 23.10.  | Poitiers Internationaux Féminins de la Vienne 2023           | Jessika Ponchet            | Jessika Ponchet Bibiane Schoofs              |
| 23.10.  | Tyler Christus Health Pro Challenge 2023                     | Emma Navarro               | Amelia Rajecki Abigail Rencheli              |
| 23.10.  | Toronto Tevlin Challenger 2023                               | Marina Stakusic            | Carmen Corley Ivana Corley                   |
| 23.10.  | Playford City of Playford Tennis International 2023          | Astra Sharma               | Talia Gibson Priscilla Hon                   |
| 23.10.  | Glasgow Scottish Open Championships 2023                     | Darija Snihur              | Francisca Jorge Maia Lumsden                 |
| 23.10.  | Santa Margherita di Pula                                     | Brenda Fruhvirtová         | Martina Colmegna Guillermina Naya            |
| 23.10.  | Kiryat Motzkin                                               | abgesagt                   | abgesagt                                     |
| 23.10.  | Iraklio                                                      | Irina Bara                 | Ilinca Amariei Anca Todoni                   |
| 23.10.  | Istanbul                                                     | Anastasia Kulikova         | Jekaterina Jaschina Anastassija Sacharowa    |
| 23.10.  | Loulé                                                        | Dominika Šalková           | Dominika Šalková Natália Szabanin            |
| 23.10.  | Scharm asch-Schaich                                          | Valentini Grammatikopoulou | Karola Patricia Bejenaru Yasmine Mansouri    |
| 23.10.  | Qiandaohu                                                    | Anastassija Gurjewa        | Anastassija Gurjewa Sopia Schapatawa         |
| 23.10.  | Villena                                                      | Anastasia Abbagnato        | Andrė Lukošiūtė Patricija Paukštytė          |
| 23.10.  | Monastir                                                     | Ioana Zvonaru              | Alicia Melosch Johanna Silva                 |
| 30.10.  | Nantes 22ème Engie Open Nantes Atlantique 2023               | Océane Dodin               | Ali Collins Yuriko Miyazaki                  |
| 30.10.  | Bratislava J&T Banka Slovak Open 2023                        | Ella Seidel                | Estelle Cascino Jesika Malečková             |
| 30.10.  | Sydney NSW Open 2023/Damen                                   | Destanee Aiava             | Destanee Aiava Maddison Inglis               |
| 30.10.  | Iraklio W40 Heraklion 2023 I                                 | Sinja Kraus                | Dalila Jakupović Irina Bara                  |
| 30.10.  | Sunderland                                                   | Valentina Ryser            | Freya Christie Elena Malõgina                |
| 30.10.  | Solarino                                                     | Lisa Pigato                | Jessie Aney Lena Papadakis                   |
| 30.10.  | Edmonton                                                     | Arina Rodionova            | Kayla Cross Liv Hovde                        |
| 30.10.  | Monastir                                                     | Alina Tscharajewa          | Xinyu Gao Schibek Qulambajewa                |
| 30.10.  | Scharm asch-Schaich                                          | Alexandra Schubladse       | Darja Šuvirđonkova Darja Selinskaja          |
| 30.10.  | Norman                                                       | Lucia Peyre                | Lucia Peyre Kristina Novak                   |
| 30.10.  | Näsbypark                                                    | Andrė Lukošiūtė            | Caijsa Wilda Hennemann Lisa Zaar             |

### November
| Datum 1                                             | Turnierort                                                                     | Siegerin Einzel                         | Siegerinnen Doppel                                      |
| --------------------------------------------------- | ------------------------------------------------------------------------------ | --------------------------------------- | ------------------------------------------------------- |
| 06.11.                                              | Charleston LTP $100K II 2023                                                   | Emma Navarro                            | Whitney Osuigwe Hailey Baptiste                         |
| Calgary Calgary National Bank Challenger 2023/Damen | Sabine Lisicki                                                                 | Eden Silva Sarah Beth Grey              |                                                         |
| Iraklio W40 Heraklion 2023 II                       | Brenda Fruhvirtová                                                             | Lara Salden Daniela Vismane             |                                                         |
| Solarino                                            | Linda Klimovičová                                                              | Linda Klimovičová Julie Štruplová       |                                                         |
| Santo Domingo                                       | Ana Sofía Sánchez                                                              | Finale nicht ausgespielt                |                                                         |
| Scharm asch-Schaich                                 | Marija Tkatschowa                                                              | Jekaterina Schalimowa Marija Tkatschowa |                                                         |
| Antalya                                             | Walerija Juschtschenko                                                         | Rikke de Koning Madelief Hageman        |                                                         |
| Monastir                                            | Carson Branstine                                                               | Carson Branstine Selina Dal             |                                                         |
| Champaign                                           | Stefani Webb                                                                   | Stefani Webb Sophia Biolay              |                                                         |
| Castellon                                           | Angela Fita Boluda                                                             | Marie Mettraux Chantal Sauvant          |                                                         |
| 13.11.                                              | Takasaki Takasaki Open I 2023                                                  | Yuan Yue                                | Guo Hanyu Jiang Xinyu                                   |
| 13.11.                                              | Funchal Madeira Ladies Open 2023                                               | Dominika Šalková                        | Anastassija Kowaljowa Jelena Pridankina                 |
| 13.11.                                              | Petange Kyotec Open 2023                                                       | Océane Dodin                            | Alicia Barnett Samantha Murray Sharan                   |
| 13.11.                                              | Iraklio                                                                        | Ane Mintegi Del Olmo                    | Martina Colmegna María José Portillo Ramírez            |
| 13.11.                                              | Austin                                                                         | Victoria Jimenez Kasintseva             | Han Jiangxue Huang Yujia                                |
| 13.11.                                              | Santo Domingo                                                                  | Maria Mateas                            | Katarina Jokić Taylor Ng                                |
| 13.11.                                              | Solarino                                                                       | Linda Klimovičová                       | Angelica Moratelli Lisa Pigato                          |
| 13.11.                                              | Scharm asch-Schaich                                                            | Alissa Kjummel                          | Alissa Kjummel Jekaterina Makarowa                      |
| 13.11.                                              | Buenos Aires                                                                   | Thaisa Grana Pedretti                   | Thaisa Grana Pedretti Camila Romero                     |
| 13.11.                                              | Antalya                                                                        | Walerija Juschtschenko                  | Irina Balus Anika Jašková                               |
| 13.11.                                              | Nules                                                                          | Angela Fita Boluda                      | Yvonne Cavalle-Reimers Ángela Fita Boluda               |
| 13.11.                                              | Monastir                                                                       | Carson Branstine                        | Ana Candiotto Amélie Šmejkalová                         |
| 20.11.                                              | Takasaki Takasaki Open II 2023                                                 | Zhuoxuan Bai                            | Luksika Kumkhum Peangtarn Plipuech                      |
| 20.11.                                              | Valencia Open Ciudad de Valencia 2023                                          | Wiktorija Tomowa                        | Valentini Grammatikopoulou Andreea Mitu                 |
| 20.11.                                              | Brisbane Brisbane QTC Tennis International 2023                                | Taylah Preston                          | Talia Gibson Priscilla Hon                              |
| 20.11.                                              | Guadalajara W40 Guadalajara City 2023                                          | Brenda Fruhvirtová                      | Haley Giavara Layne Sleeth                              |
| 20.11.                                              | Bengaluru                                                                      | Shrivalli Rashmikaa Bhamidipaty         | Diletta Cherubini Antonia Schmidt                       |
| 20.11.                                              | Ortisei                                                                        | Mona Barthel                            | Anastasia Abbagnato Kamilla Bartone                     |
| 20.11.                                              | Lousada                                                                        | Arina Rodionova                         | Mara Guth Jelena Pridankina                             |
| 20.11.                                              | Limassol                                                                       | Hanne Vandewinkel                       | Julie Štruplová Hanne Vandewinkel                       |
| 20.11.                                              | Iraklio                                                                        | Michaela Laki                           | Eleni Christofi Patricija Paukštytė                     |
| 20.11.                                              | Scharm asch-Schaich                                                            | Briana Szabo                            | Jewgenija Burdina Nina Rudjukowa                        |
| 20.11.                                              | Monastir                                                                       | Milana Schabrailowa                     | Mara Gae Rose Marie Nijkamp                             |
| 20.11.                                              | Alcala de Henares                                                              | Lian Tran                               | Tilwith Di Girolami Lian Tran                           |
| 20.11.                                              | Cordoba                                                                        | Luisina Giovannini                      | Marian Gomez Pezuela Cano Justina Gonzales Daniele      |
| 20.11.                                              | Antalya                                                                        | Lisa Zaar                               | Alexandra Pospelowa Lidija Rasskowskaja                 |
| 27.11.                                              | Gold Coast Gold Coast Tennis International 2023                                | Talia Gibson                            | Roisin Gilheany Maya Joint                              |
| 27.11.                                              | Trnava Empire Women’s Indoor III 2023                                          | Arina Rodionova                         | Natália Kročková Tereza Mihalíková                      |
| 27.11.                                              | Yokohama Yokohama Keio Challenger Women’s International Tennis Tournament 2023 | Aljona Falej                            | Liang En-shuo Tang Qianhui                              |
| 27.11.                                              | Veracruz W40 Britania Sport Center 2023                                        | Hanna Chang                             | Dalayna Hewitt Weronika Miroschnitschenko               |
| 27.11.                                              | Wolkenstein                                                                    | Julie Štruplová                         | Jasmijn Gimbrere Martyna Kubka                          |
| 27.11.                                              | Lousada                                                                        | Margaux Rouvroy                         | Eliessa Vanlangendonck Stéphanie Visscher               |
| 27.11.                                              | Limassol                                                                       | Sofia Costoulas                         | Anastassija Gurjewa Polina Jazenko                      |
| 27.11.                                              | Iraklio                                                                        | Klaudija Bubelytė                       | Stella Kovačičová Janika Kusy                           |
| 27.11.                                              | Ahmedabad                                                                      | Antonia Schmidt                         | Shrivalli Rashmikaa Bhamidipaty Vaidehi Chaudhari       |
| 27.11.                                              | Scharm asch-Schaich                                                            | Weronika Ewald                          | Kim Yu-jin Lin Fang-an                                  |
| 27.11.                                              | Antalya                                                                        | Natalija Senić                          | Francesca Pace Aya El Aouni                             |
| 27.11.                                              | Monastir                                                                       | Milana Schabrailowa                     | Ana Candiotto Andreea Prisacariu                        |
| 27.11.                                              | Valencia                                                                       | Chantal Sauvant                         | Martina Genis Salas Tiantsoa Sarah Rakotomanga Rajaonah |

### Dezember
| Datum 1 | Turnierort                                                  | Siegerin Einzel                     | Siegerinnen Doppel                        |
| ------- | ----------------------------------------------------------- | ----------------------------------- | ----------------------------------------- |
| 04.12.  | Dubai Al Habtoor Tennis Challenge 2023                      | Anastassija Tichonowa               | Tímea Babos Wera Swonarjowa               |
| 04.12.  | Monastir                                                    | Antonia Ružić                       | Magali Kempen Lara Salden                 |
| 04.12.  | Ramat Gan                                                   | abgesagt                            | abgesagt                                  |
| 04.12.  | Mogi das Cruzes                                             | Francisca Jorge                     | Ana Candiotto Melany Solange Krywoj       |
| 04.12.  | Scharm asch-Schaich                                         | Kira Pawlowa                        | Karola Patricia Bejenaru Katarína Kužmová |
| 04.12.  | Antalya                                                     | Amarissa Kiara Tóth                 | Nicole Rivkin Katerina Tsygourova         |
| 04.12.  | Valencia                                                    | Ruth Roura Llaverias                | Inês Murta Oana Georgeta Simion           |
| 11.12.  | Vacaria Vacaria Open 2023                                   | Séléna Janicijevic                  | Romina Ccuno Justina Mikulskytė           |
| 11.12.  | Monastir                                                    | Alina Tscharajewa                   | Ayumi Koshiishi Wang Jiaqi                |
| 11.12.  | Scharm asch-Schaich                                         | Mariam Bolkwadse                    | Victoria Mikhaylova Marija Tkatschowa     |
| 11.12.  | Nairobi                                                     | Walerija Strachowa                  | Fanny Östlund Walerija Strachowa          |
| 11.12.  | Antalya                                                     | Amarissa Tóth                       | Amarissa Tóth Rada Solotarjowa            |
| 11.12.  | Wellington                                                  | Mao Mushika                         | Yui Chikaraishi Nanari Katsumi            |
| 11.12.  | Melilla                                                     | Tiantsoa Sarah Rakotomanga Rajaonah | Patricija Paukštytė Chantal Sauvant       |
| 18.12.  | Solapur                                                     | Sahaja Yamalapalli                  | Hiromi Abe Saki Imamura                   |
| 18.12.  | Papamoa                                                     | Talia Gibson                        | Mio Mushika Hikaru Satō                   |
| 18.12.  | Nairobi                                                     | Angella Okutoyi                     | Sada Nahimana Angella Okutoyi             |
| 18.12.  | Monastir                                                    | Darja Chamuzjanskaja                | Selina Dal Stephanie Visscher             |
| 18.12.  | Antalya                                                     | Anastasia Safta                     | Anastasia Safta Rada Solotarjowa          |
| 25.12.  | Navi Mumbai International Women’s Tennis Championships 2023 | Moyuka Uchijima                     | Kamilla Bartone Jekaterina Makarowa       |
| 25.12.  | Monastir                                                    | Ksenia Efremova                     | Malak El Allami Malwina Rowinska          |